# Lahonce
Lahonce – miejscowość i gmina we Francji, w regionie Nowa Akwitania, w departamencie Pireneje Atlantyckie.
Według danych na rok 1990 gminę zamieszkiwało 1496 osób, a gęstość zaludnienia wynosiła 158 osób/km² (wśród 2290 gmin Akwitanii Lahonce plasuje się na 282. miejscu pod względem liczby ludności, natomiast pod względem powierzchni na miejscu 1101.).